# Чеслав (Сіпович)
Че́слав Вінце́тович Сіпо́вич (біл. Часлаў Вінцэнтавіч Сіповіч; 8 грудня 1914 — 4 жовтня 1981) — єпископ Білоруської греко-католицької церкви з ордена маріан, релігійний і громадський діяч, письменник, публіцист, видатний діяч білоруської діаспори.

## Життєпис
Чеслав Сіпович народився 8 грудня 1914 року в селі Дзедзінци близько Браслава (Віленська губернія) в багатодітній католицькій родині Вінцука Сіповича і Ядвіги Стусани. Початкову освіту здобув у початковій школі в рідних Дзедзінцах, а потім в Друї.
Навчався в друйській гімназії при монастирі маріан і у Віленському університеті Стефана Баторія. Продовжив навчання на теологічному факультеті Папського Григоріанського університету в Римі.
У 1933 році проходив новіціат в ордені маріан. 16 червня 1940 року висвячений на священника в ордені отців-маріан. У грудні 1942 року захистив докторську дисертацію у Папському східному інституті.
Після Другої світової війни проживав у Лондоні, де брав активну участь в релігійному та культурному житті білоруської діаспори Великої Британії та Західної Європи. Ініціатор створення англо-білоруського наукового товариства. Читав лекції з білоруської історії та культурі. Член редколегії журналу «The Journal of Byelorussian Studies».
2 липня 1960 року призначений єпископом, Сіпович став титулярним єпископом Маріамми. 4 серпня того ж року відбулася його єпископська хіротонія. Разом з єпископським призначенням отримав пост апостольського візитатора для білоруських греко-католиків в еміграції. У 1962–1965 роках брав участь у всіх чотирьох сесіях Другого Ватиканського собору. В 1963 році обраний головою конгрегації отців-маріан, очолював орден аж до 1969 року.
Чеслав Сіпович активно співпрацював з білоруськими емігрантськими періодичними виданнями («Беларус», «Бацькаўшчина», «Божим шляхам»), а також публікував статті, присвячені білоруської історії та культурі в англомовній пресі. У періодичній пресі виступав під псевдонімами Василь Друя, А. Дзедзінка і ін. Помер у Лондоні в 1981 році. На посаді апостольського візитатора білоруських греко-католиків його змінив Володимир Тарасевич.